# 釧根
釧根（せんこん）は日本の北海道における経済・生活圏の一つである。語順を逆にした根釧（こんせん）と呼ばれる場合もある。

## 概念
北海道の地域区分において「道東」に分類されるのは十勝総合振興局・オホーツク総合振興局・釧路総合振興局・根室振興局であるが、十勝総合振興局とオホーツク総合振興局はそれぞれ単独（十勝圏・オホーツク圏）で経済・生活圏を形成しているのに対し、釧根は釧路総合振興局と根室振興局の2振興局をもって経済・生活圏（釧根圏）が形成されている。釧路総合振興局・根室振興局とも地方自治法第155条における「支庁」として対等の関係を有しているが「広域で所管することが望ましい業務」に関しては釧路総合振興局が根室管内においても業務を担当する。
釧路総合振興局・根室振興局とも旧国名の釧路国・根室国をそれぞれ引き継いだ名称であるが、根室振興局は根室国に北方領土（歯舞諸島を除いて千島国に属する）を含み、釧路総合振興局は釧路国よりやや狭く足寄郡は十勝総合振興局の管内となっている。

## 釧根地方の概念
根釧台地が広がっている。

### 交通
自動車のナンバープレートは、釧路運輸支局より「釧路」ナンバーが発行される。国道44号は根釧国道と呼ばれている。
令和2年5月11日より、知床周辺7町（斜里町・清里町・小清水町・別海町・中標津町・標津町・羅臼町）では「知床」ナンバーが発行されている。

### 選挙区
衆議院小選挙区は、釧根をもって北海道第7区を形成している。

### マスメディア
ローカル紙として釧路・根室両管内を営業区域とする釧路新聞と根室管内のみを営業区域とする根室新聞がそれぞれ発行されている他、ブロック紙の北海道新聞では釧路支社（発行支社）と根室支局を設置している。
テレビはNHK釧路放送局と北海道放送（HBC）・札幌テレビ放送（STV）・北海道テレビ放送（HTB）・北海道文化放送（UHB）・テレビ北海道（TVh）の民放5局が放送されているが、TVhのみ一部地域では未開局になっている。
ラジオはNHK釧路放送局とHBCラジオ・STVラジオ・エフエム北海道（AIR-G'）・FM NORTH WAVE（NORTH WAVE）の民放4局が放送されているが、HBCラジオとSTVラジオは中標津中継局が未開局で、AIR-G'とNORTHWAVEは釧路送信所のみ開局している。コミュニティ放送はFMくしろ（釧路市）・ねむろ市民ラジオ（FMねむろ、根室市）・FMなかしべつ放送（FMはな、中標津町）がそれぞれ放送している。